# NGC 1859
NGC 1859 là một cụm sao mở trong chòm sao Kiếm Ngư. Nó được phát hiện vào năm 1834 bởi nhà thiên văn học người Anh John Herschel với kính viễn vọng phản xạ 18,7 inch.